# تمارا ووكر
تمارا ووكر (بالإنجليزية: Tamara Walker)‏ هي مغنية ومغنية مؤلفة أمريكية، ولدت في 20 أبريل 1971.

## وصلات خارجية
- تمارة ووكر على موقع IMDb (الإنجليزية)
- تمارة ووكر على موقع ميوزك برينز (الإنجليزية)
- تمارة ووكر على موقع ديسكوغز (الإنجليزية)